# Sœurs joséphites de la charité
Les Sœurs joséphites de la charité (en latin : Congregationis Sororum Filiarum Iosephinarum a Caritate) sont une congrégation religieuse féminine hospitalière de droit pontifical.

## Historique
La congrégation est fondée le 29 juin 1877 à Vic par Catherine Coromina i Agustí avec l'aide de Pierre Costa, prêtre de la congrégation de l'Oratoire et Jean Güell Verdaguer, vicaire de Las Lossas. À sa mort, les sœurs adoptent une règle inspirée de celle des Carmélites ensuite les constitutions se basent sur la règle de saint Augustin, ce qui provoque une scission en 1900, une trentaine de sœurs se sépare de la congrégation pour commencer à Barcelone le nouvel institut des carmélites de saint Joseph. 
L'institut reçoit le décret de louange le 30 novembre 1924 et ses constitutions sont définitivement approuvées par le Saint-Siège le 3 juillet 1934. 

## Activités et diffusion
Les sœurs se consacrent aux soins des malades dans les hôpitaux et à domicile et aux personnes âgées dans les maisons de retraite.
Elles sont présentes en Espagne, en Colombie et au Pérou.
La maison généralice est à Madrid.
En 2017, la congrégation comptait 82 sœurs dans 14 maisons.